# Abstrakt Algebra
Gli Abstrakt Algebra sono stati un gruppo Progressive metal Svedese del 1995.

## Storia del gruppo
Il gruppo è nato nella seconda metà degli anni novanta, fondato dal bassista/compositore (e leader) Leif Edling, che, dopo la separazione con i Candlemass, decise di continuare la sua carriera con la formazione di questa nuova compagine. Con Edling al basso, Mats Levén (ex AB/CD) alla voce, Mike Wead e Simon Johansson alla chitarra, Jejo Perkovic alla batteria e Carl Westholm alla tastiera la band è al completo e già pronta per la registrazione del primo ed ultimo album in studio: Abstrakt Algebra. L'album viene pubblicato nel 1995 dalla "Megarock Records".
Il disco presenta uno stile musicale diverso da quello precedente di Edling con i Candlemass, infatti i brani sono di difficile ascolto e il contenuto dei testi quasi indecifrabile. Dopo Abstrakt Algebra il gruppo iniziò a lavorare ad un nuovo album che nessuna casa discografica fu disposta, però, a pubblicare, a causa della complessità dei testi e delle melodie.
A causa di questo fallimento il gruppo si sciolse.
Nel 2008 l'album Abstrakt Algebra II venne incluso come bonus disk nella versione rimasterizzata di Dactylis Glomerata dei Candlemass.

## Formazione
- Leif Edling - basso
- Mats Levén - voce
- Mike Wead - chitarra elettrica
- Simon Johansson - chitarra elettrica
- Jejo Perkovic - batteria
- Carl Westholm - tastiere

## Discografia
- 1995 - Abstrakt Algebra